# Курочкино (Курская область)
Курочкино — хутор в Беловском районе Курской области. Входит в Пенский сельсовет.

## География
Хутор находится на реке Псёл, в 69 км к юго-западу Курска, в 16 км к северо-востоку от районного центра — Белая, в 7 км от центра сельсовета — села Пены.
Климат
Курочкино, как и весь район, расположен в поясе умеренно континентального климата с тёплым летом и относительно тёплой зимой (Dfb в классификации Кёппена).

## Население
| 2002 | 2010 |
| ---- | ---- |
| 4    | →4   |

## Инфраструктура
Личное подсобное хозяйство. В хуторе 13 домов.

## Транспорт
Курочкино находится в 2,5 км от автодороги регионального значения 38К-028 (Обоянь — Суджа), в 3 км от автодороги межмуниципального значения 38Н-019 (Бобрава — Гочево — 38К-028), в 7 км от автодороги 38Н-009 (Белая — граница с Белгородской областью), в 21,5 км от ближайшего ж/д остановочного пункта 94 км (линия Льгов I — Подкосылев).